# Microplexia plurinephra
Microplexia plurinephra är en fjärilsart som beskrevs av Emilio Berio 1959. Microplexia plurinephra ingår i släktet Microplexia och familjen nattflyn. Inga underarter finns listade i Catalogue of Life.